# Stadion Juliska
Stadion Juliska é um estádio multiuso em Praga na República Tcheca. Atualmente, é usado principalmente para jogos de futebol do Dukla Praga e eventos de atletismo. O estádio acomoda 8.150 pessoas em assentos individuais.
Em 2012, uma estátua do ex-jogador do Dukla e melhor jogador europeu de 1962, Josef Masopust, foi construída fora do estádio.

## História
O estádio foi inaugurado em 10 de julho de 1960 em uma partida valida pela Mitropa Cup entre o Dukla Praga e o Wiener SK, a partida terminou 2-1 para os donos da casa. Uma multidão de 10 mil pessoas foram ver essa partida.
Em 1997, o Dukla Praga acabou sendo extinto e assim desocupou o estádio depois de 49 anos. Uma remodelação do estádio foi terminada em 2001, custando 28 milhões. Esta remodelação, que incluiu a colocação de uma nova pista de atletismo, colocou o estádio nos padrões da IAAF. 
O futebol voltou a Juliska em 4 de agosto de 2007, já que o novo FK Dukla Prague começou a usar o estádio assim como o extinto clube. Em 29 de julho de 2011, Juliska hospedou seu primeiro jogo de primeira divisão desde 1 de junho de 1994, o jogo foi entre FK Dukla Prague e SK Sigma Olomouc. A partida terminou 0-0. 
Após a promoção do Dukla para a Primeira Liga Checa em junho de 2011, a Associação Checa de Futebol indicou que uma condição de aceitação do clube na liga seria a instalação de aquecimento sub-solo e 2.270 novos assentos, programados para serem instalados entre 23 de setembro e 28 Outubro de 2011. Em 5 de outubro de 2011, surgiu que o novo aquecimento do sub-solo do clube não estaria pronto a tempo para o jogo da liga em casa contra o Jablonec em 22 de outubro, o que significava trocar o jogo para um estádio alternativo em Praga.

## Transporte
O terreno é servido pelo serviço de ônibus 131 da estação de metro Hradčanská até a parada de ônibus, Juliska. Os serviços de tração 5 e 8 correm da estação de metro Dejvická até a paragem de eléctrico Nádraží Podbaba, perto do Hotel International.